# Howdon Aldi Death Queue
Howdon Aldi Death Queue è un singolo del musicista britannico Sam Fender, pubblicato il 7 luglio 2021.

## Video musicale
Il video musicale è stato diretto da Semera Khan.

## Tracce
1. Howdon Aldi Death Queue – 1:57